# Max Winkler (Regisseur)

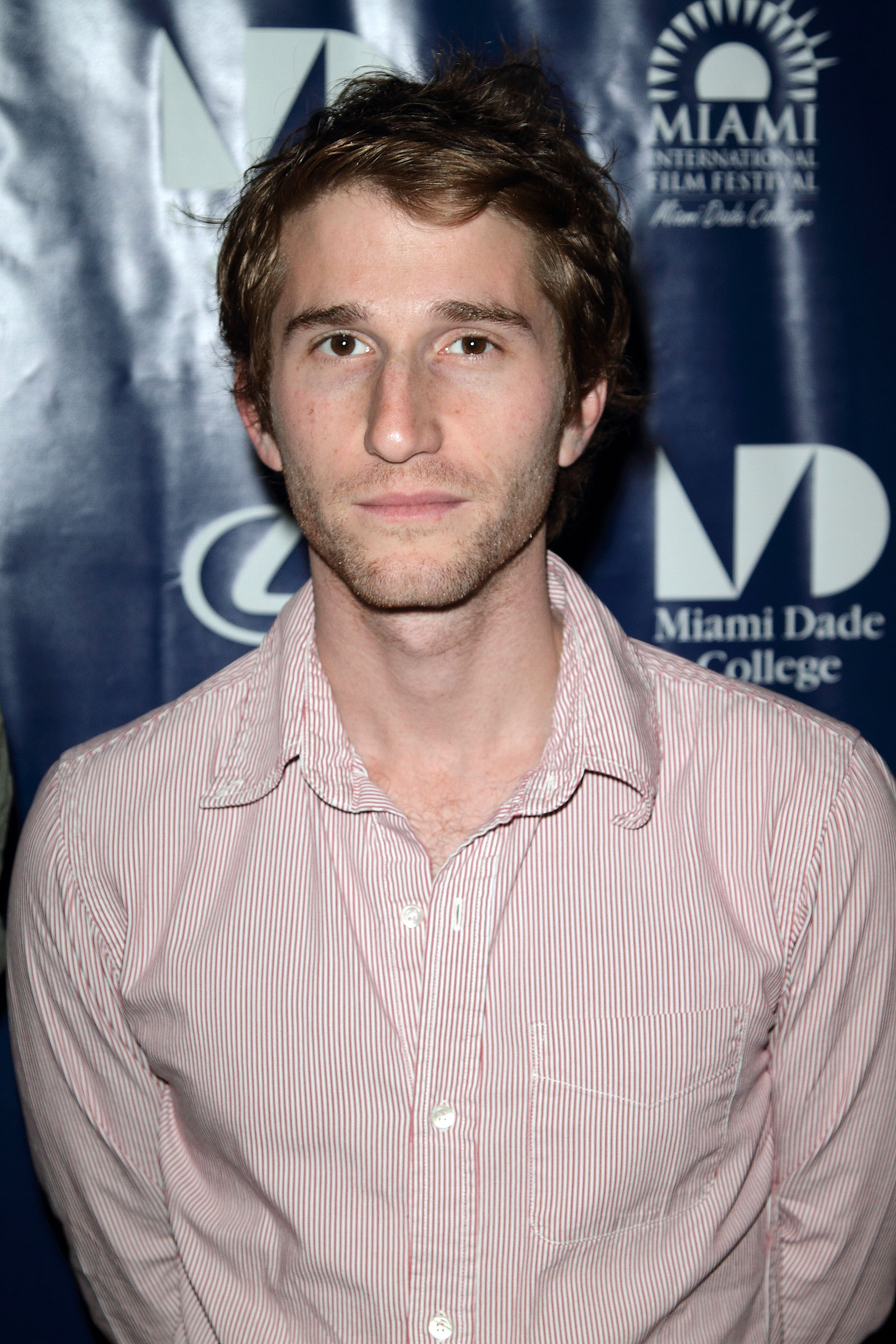
Max Winkler 2011 beim Miami International Film Festival

Max Winkler (* 18. August 1983 in Los Angeles) ist ein amerikanischer Filmregisseur und Drehbuchautor. 

## Persönliches
Winkler ist der Sohn des Schauspielers Henry Winkler, der als Fonz aus Happy Days bekannt ist, aus einer jüdischen Familie. Er wurde in Los Angeles geboren und wuchs in Santa Monica auf. Winkler hat ADHS und musste die Grundschule wegen Verhaltensproblemen, die daraus resultierten, verlassen. Danach besuchte er die progressive Privatschule Crossroads in Santa Monica und absolvierte die USC School of Cinematic Arts. Zu seinem Freundeskreis gehören die ebenfalls jüdischen Jesse Eisenberg, Jonah Hill, mit dem er auf die Crossroads ging, und Jason Reitman, den er als seinen Mentor bezeichnet.
Winkler ist seit 2021 mit der Schauspielerin Jessica Barden verheiratet, die er durch ihre Besetzung in seinem Film Jungleland kennenlernte, und hat mit ihr ein Kind.

## Karriere
Winkler hatte als Kind einen Auftritt in dem Film Ein Cop und ein Halber, ein Regiewerk seines Vaters, aber entschied sich statt der Schauspielerei für die Arbeit hinter der Kamera. Nach der Filmschule schrieb er zusammen mit Matt Spicer das erste Drehbuch, das er verkaufen konnte und die Aufmerksamkeit von Reitman erregte, und drehte zunächst einige Kurzfilme und die Webserie Clark and Michael über Clark Duke und Michael Cera. Durch einen Rat von Reitman, etwas Persönliches als seinen ersten Film zu probieren, entstand 2010 Winklers Spielfilmdebüt The Right Bride – Meerjungfrauen ticken anders (Ceremony), für den er das Drehbuch schrieb und Regie führte. Anschließend übernahm er in den nächsten Jahren hauptsächlich die Regie für Episoden amerikanischer Sitcoms wie The New Normal, New Girl und Brooklyn Nine-Nine. Mit Schauspieler Jake Johnson, der in Ceremony und New Girl unter Winkler spielte, gründete er 2013 das Produktionsunternehmen Walcott Company als Tochterunternehmen unter 20th Century Fox Television, für das Winkler weitere Serienpiloten schrieb und drehte.
Winkler drehte zwei weitere Spielfilme, bei denen er mit anderen am Drehbuch beteiligt war: Flower von 2017, an dem auch Spicer geschrieben hat, und Jungleland von 2019. Diesen hatte er bereits etwa zehn Jahre zuvor geschrieben; der Film durchlief mehrere Produktionsanläufe, bis die richtige Besetzung gefunden wurde. Ab 2021 drehte er dann hauptsächlich Episoden für Fernsehserien von Ryan Murphy, unter anderem in American Horror Story, der zweiten Staffel von Feud und der neuen Serie Grotesquerie.

## Filmografie
D=Drehbuchautor; R=Regisseur; (E)P=(Ausführender) Produzent

### Filme
- 2006: The King of Central Park (Kurzfilm; D,R,P)
- 2010: The Right Bride – Meerjungfrauen ticken anders (Ceremony; D,R)
- 2010: Ten Fingers (Kurzfilm; EP)
- 2011: Cat Run (EP)
- 2013: It’s Not You It’s Me (P)
- 2014: The Winklers (Fernsehfilm; D,EP)
- 2017: Flower (D,R)
- 2019: Jungleland (D,R,EP)
- 2020: Magic Camp (D)

### Fernsehserien
- 2007: Clark and Michael (R 10 Episoden, P)
- 2007: Wainy Days (D 1 Episode)
- 2012–2013: The New Normal (R 4 Episoden)
- 2013: Arrested Development (Schauspieler als jüngere Version der Rolle seines Vaters in Flashbacks)
- 2013–2014: New Girl (R 7 Episoden)
- 2014–2016: Brooklyn Nine-Nine (R 2 Episoden)
- 2015: Fresh Off the Boat (R 1 Episode)
- 2015: Casual (R 2 Episoden)
- 2015: The Grinder (R 1 Episode)
- 2016: Lady Dynamite (R 2 Episoden)
- 2017: Crazy Ex-Girlfriend (R 1 Episode)
- 2021: Cruel Summer (R 1 Episode, EP)
- 2021–2022: American Horror Story (R 2 Episoden)
- 2021–2023: American Horror Stories (R 3 Episoden, EP)
- 2022: The Watcher (R 1 Episode)
- 2022–2023: Minx (R 3 Episoden)
- 2023: School Spirits (R 2 Episoden, EP)
- 2024: Feud (R 1 Episode)
- 2024: Monster: Die Geschichte von Lyle und Erik Menendez (R 1 Episode)
- 2024: Grotesquerie (R 5 Episoden)